# Avril Lavigne
Avril Ramona Lavigne (født 27. september 1984 i Belleville, Ontario) er en canadisk sangerinde, komponist og skuespillerinde. Hun er desuden model for Ford.

## Karriere
Avril Lavigne har siden sin single-debut i 2002 skabt sig en stor international musikkarriere.
Som 15-årig (i 2000) fik hun sin pladekontrakt med Arista Records og efter et par års sangskrivning og indspilning udkom debut-singlen "Complicated", der straks kom til tops på hitlisterne, bl.a. i USA, Australien og hjemlandet Canada. Stilen var ikke set før, en kvindelig skater, der sang en blanding af pop og rock og den efterfølgende single "Sk8er Boi" var med til at slå det image fast.
Debutalbummet Let Go toppede også hitlisterne og det blev til flere hit-singler.
I 2004 udkom Avril Lavignes andet album Under My Skin, der også blev et kæmpe hit, med bl.a. singlerne "My Happy Ending" og "Nobody's Home".
Den 15. december 2006 udkom sangen "Keep Holding On", som er med på soundtracket til filmen Eragon. I januar 2007 udkom singlen "Girlfriend" fra Avril Lavignes tredje album The Best Damn Thing. Det nye album udkom i april samme år. I 2010 var hendes sang Alice med på soundtracket til Disneyfilmen Alice i Eventyrland med Johnny Depp i hovedrollen.
Avril Lavigne har lagt stemme til en opossum ved navn Heather i filmen Over hækken.
Hun har små roller i filmene Going The Distance, Fast Food Nation og The Flock.

## Privatliv
Hun blev gift med Deryck Whibley fra bandet Sum 41 i 2006, de blev separeret i 2009 og skilt året efter. I 2013 blev hun gift med Chad Kroeger fra Nickelback. De blev separeret i 2015.

## Diskografi

### Album
- Let Go (2002)
- Under My Skin (2004)
- The Best Damn Thing (2007)
- Goodbye Lullaby (2011)
- Avril Lavigne (2013)
- Head Above Water (2019)
- Love Sux (2022)

### Videoer
- My World (2003)
- Losing Grip/Complicated (2003)
- I'm With You/Sk8er Boi (2003)
- My Favorite Videos (So Far) (2005)
- Live at Budokan: Bonez Tour (2005) (Kun solgt i Japan)
- The Best Damn Tour - Live in Toronto (2008)

### Ep'er
- Angus Drive (2003)
- Avril Live Acoustic (2004) (Kun solgt i USA)
- Control Room - Live EP (2008)

### Singler
- "Complicated" (2002)
- "Sk8er Boi" (2002)
- "I'm With You" (2002)
- "Losing Grip" (2002)
- "Mobile" (radio single i udvalgte lande)
- "Don't Tell Me" (2004)
- "My Happy Ending" (2004)
- "Nobody's Home" (2004)
- "He Wasn't" (2004)
- "Fall to Pieces" (radio single i udvalgte lande)
- "Take Me Away" (radio single)
- "Keep Holding On" (radio single | 2007)
- "Girlfriend" (2007)
- "When You're Gone" (2007)
- "Hot" (2007)
- "The Best Damn Thing" (2008)
- "Alice" (2010)
- "What the Hell" (2011)
- "Smile" (2011)
- "Wish You Were Here" (2011)
- "How You Remind Me" (2013)
- "Here's To Never Growing Up" (2013)
- "Rock n Roll" (2013)
- "Let Me Go" feat. Chad Kroeger (2013)
- "17" (2013)
- "Bitchin' Summer" (2013)
- "Give You What You Like" (2013)
- "Bad Girl" feat. Marilyn Manson (2013)
- "Hello Kitty" (2013)
- "You Ain't Seen Nothin' Yet" (2013)
- "Sippin' on Sunshine" (2013)
- "Hello Heartache" (2013)
- "Falling Fast" (2013)
- "Hush Hush"  (2013)
- "Fly" (2015)
- ‘Head Above Water’ (2018)
- ’Tell Me It’s Over’ (2018)
- ’Dumb Blonde’ (2019)